# Sabine Dirlich
Sabine Dirlich (* 27. August 1954 in Loburg) ist eine deutsche Politikerin (Die Linke). Sie war von 1994 bis 2016 Mitglied des Landtages von Sachsen-Anhalt.

## Leben und Beruf
Sabine Dirlich besuchte bis 1971 die Polytechnische Oberschule, machte danach eine Berufsausbildung zur Chemiefacharbeiterin und schloss diese 1974 mit dem Abitur ab. Anschließend absolvierte sie ein Studium zur Diplom-Lehrerin. Von 1978 bis 1989 arbeitete sie als Lehrerin für Staatsbürgerkunde und Geschichte in Wegeleben und Wefensleben. Von 1989 bis 1991 war sie Mitarbeiterin des SED-PDS-Kreisvorstandes in Wanzleben. Sie ist geschieden und hat zwei Kinder.

## Politik / Partei
Dirlich trat 1972 in die SED ein und war als Mitglied in verschiedenen Kreistagen und als Gemeinderätin tätig.

## Abgeordnete
2004 wurde sie Mitglied und Fraktionsvorsitzende im Stadtrat Schönebeck, seit 2007 sitzt sie im Kreistag des Salzlandkreises und ist Fraktionsvorsitzende. Für die PDS zog sie 1994 (2. Wahlperiode) in den Landtag von Sachsen-Anhalt ein und gehörte ihm bis 2016 an. Dort ist sie von Anfang an als arbeitsmarktpolitische Sprecherin der Linksfraktion tätig und sitzt außerdem im Ausschuss für Wirtschaft und Arbeit. Ein weiterer Schwerpunkt ihrer Arbeit ist die Seniorenpolitik.